# Guvernul Republicii Spaniole în Exil
Guvernul Republicii Spaniole în Exil (în spaniolă Gobierno de la República Española en el exilio) a fost o continuare în exil al guvernului celei de A Doua Republici Spaniole în urma victoriei forțelor lui Francisco Franco în Războiul Civil Spaniol. A existat până la reinstaurarea democrației parlamentare în 1977.

## Istoria
În urma căderii Republicii în Aprilie 1939, Președintele (Manuel Azaña) și Prim Ministrul (Juan Negrín) au căutat exil în Franța. Azaña a demisionat din post și a murit în Noiembrie 1940. A fost urmat de Președintele Diego Martínez Barrio, care a fost Prim Minstru în 1936. În urma Ocupării Franței, guvernul s-a reconstituit în Mexic, care sub Președintele de stânga Lázaro Cárdenas a continuat să recunoască republica, deși Negrín a petrecut ani de război la Londra. Negrín a demisionat din funcția de prim-ministru în 1945 și a fost succedat de José Giral.
Până în 1945, Republicanii exilați au avut marea speranță că la finalul celui de Al Doilea Război Mondial, Regimul lui Franco v-a fi dat jos de la putere de Aliații victorioși și că vor putea să se întoarcă în Spania. Când aceste speranțe au fost dezamăgite, guvernul în exil a dispărut într-un rol pur simbolic. Guvernul s-a întors la Paris în 1946. Au mai fost un Guvern Basc în exil și un Guvern Catalan în exil.
În perioada imediat de după război, a avut relații diplomatice cu Mexic,Panama,Guatemala,Venezuela,Polonia,Cehoslovacia,Ungaria,Iugoslavia,România și Albania. Dar Statele Unite, Regatul Unit și Uniunea Sovietică nu au recunoscut guvernul.
În urma morții lui Franco în 1975, Regele Juan Carlos a inițiat tranziția la democrație. În 1977 Republicanii Exilați au acceptat reîntoarcerea monarhiei și au recunoscut guvernul lui Juan Carlos ca fiind guvernul legitim al Spaniei. Momentul cheie a venit atunci când liderii socialiști Felipe González și Javier Solana l-au întâlnit pe Juan Carlos la Palatul Zarzuela din Madrid - o aprobare tacită a monarhiei de către socialiștii republicani anterior, neclintiți.
La 1 iulie 1977, Guvernul Republicii Spaniole a fost dizolvat oficial. Într-un gest de reconciliere, Juan Carlos i-a primit pe liderii exilaților la o ceremonie la Madrid.